# Suyo
Suyo is een gemeente in de Filipijnse provincie Ilocos Sur op het eiland Luzon. Bij de laatste census in 2010 telde de gemeente bijna 11 duizend inwoners.

## Geografie

### Bestuurlijke indeling
Suyo is onderverdeeld in de volgende 8 barangays:
| - Baringcucurong - Cabugao - Man-atong - Patoc-ao - Poblacion - Suyo Proper - Urzadan - Uso |

## Demografie
Suyo had bij de census van 2010 een inwoneraantal van 10.622 mensen. Dit waren 321 mensen (2,9%) minder dan bij de vorige census van 2007. Ten opzichte van de census van 2000 was het aantal inwoners gegroeid met 937 mensen (9,7%). De gemiddelde jaarlijkse groei in die periode kwam daarmee uit op 0,93%, hetgeen lager was dan het landelijk jaarlijks gemiddelde over deze periode (1,90%).

De bevolkingsdichtheid van Suyo was ten tijde van de laatste census, met 10.622 inwoners op 124 km², 85,7 mensen per km².